# Gwiezdne wojny: część I – Mroczne widmo
Gwiezdne wojny, część I: Mroczne widmo (ang. Star Wars: Episode I – The Phantom Menace) – chronologicznie pierwsza część sagi Gwiezdne wojny, powstała w 1999 roku jako czwarty z kolei film. Jej reżyserem jest George Lucas. Film opowiada o dzieciństwie Anakina Skywalkera. 10 lutego 2012 do polskich kin trafiła wersja w 3D.
Serwis Rotten Tomatoes przyznał mu wynik 51%.

## Fabuła
Federacja Handlowa rozpoczyna blokadę planety Naboo. Mistrz zakonu Jedi – Qui-Gon Jinn i jego uczeń-padawan, Obi-Wan Kenobi otrzymują nakaz rozwiązania konfliktu. Jednak federacja zawiera przymierze z tajemniczym Darthem Sidiousem i otrzymuje od niego nakaz zamordowania Jedi. Ci jednak pokonują przeciwników. Lądują na Naboo, gdzie, uciekając przed wojskami federacji Qui-Gon i Obi-Wan, ratują od śmierci Jar Jar Binksa – niezdarnego Gunganina skazanego na wygnanie. Ten prowadzi ich do swojego podwodnego plemienia, które Jedi mają nadzieję przekonać by współpracowali z innymi mieszkańcami planety i odparli Federację. Jednak Gunganie nie są pokojowo nastawieni, nie lubią przedstawicieli innych gatunków, którzy od lat okazywali im pogardę. Jedi wraz z Jar Jarem odpływają podarowanym przez Gungan statkiem. Zostają zaatakowani przez dwa morskie potwory, jednak oba zabija olbrzymi potwór Sando. Docierają do pałacu czternastoletniej, królowej Naboo – Padmé Amidali, która trafia do niewoli ma zostać zmuszona do podpisania paktu legalizującego inwazję. W porę zostaje jednak ewakuowana przez Jedi.
Niestety podczas ucieczki z planety ich statek kosmiczny zostaje uszkodzony przez droidy. Droid astromechaniczny R2-D2 naprawia szkodę, jednak załoga zostaje zmuszona do awaryjnego lądowania na pustynnej planecie Tatooine. Okazuje się, iż potrzebna jest wymiana części w maszynie. Qui-Gon, Padmé, Jar Jar i ich droid naprawczy R2-D2 docierają do kosmoportu Mos Espa, gdzie spotykają handlarza Watto. Jego dziewięcioletni niewolnik Anakin Skywalker zaprasza ich do swojego domu. Chłopiec szybko zakochuje się w Amidali. Z kolei R2-D2 zaprzyjaźnia się ze skonstruowanym przez Skywalkera droidem – C-3PO. Qui-Gon wyczuwa w chłopcu wielką Moc, tę samą, którą posiadają rycerze Jedi i postanawia zbadać próbkę krwi młodego Anakina. Wyniki wykazują, że w krwi chłopca znajdują się midichloriany – mikrokomórki, które sprawiają, że ich posiadacz jest „wrażliwy na Moc” i może się nią posługiwać. Ich liczba w organizmie młodego niewolnika jest większa niż w organizmie najpotężniejszego mistrza Jedi – Yody. Gdy Qui-Gon pyta matkę Skywalkera – Shmi Skywalker kto jest ojcem chłopca – ta odpowiada, że nie było żadnego ojca. Jak się później okazuje – to nie żaden mężczyzna począł Anakina, lecz zrobiły to wcześniej wspomniane midichloriany. Qui-Gon tym samym dochodzi do wniosku, że chłopiec może być Wybrańcem, który według pradawnej przepowiedni ma przywrócić równowagę Mocy, po czym wpada na pomysł, by przedstawić go Radzie Jedi. Wpierw  jednak musi naprawić statek, na co załoga nie ma pieniędzy. Skywalker oferuje pomoc – ma zamiar ukończyć budowę swojego pojazdu i wystartować w kosmicznym wyścigu, w którym dozwolone są wszystkie nieczyste zagrania. Nagrodą za pierwsze miejsce w zawodach jest wielka kwota, za którą nowi przyjaciele chłopca mogliby kupić części potrzebne do naprawy ich statku. Qui-Gon zakłada się z Watto, że chłopiec wygra wyścig. W przypadku wygranej Anakina handlarz ma zwrócić wolność młodemu Skywalkerowi. Ku zaskoczeniu wszystkich Anakin wygrywa wyścig (w tej scenie pojawiają się także Huttyjski gangster Jabba oraz Tuskeni), eliminując swojego najgroźniejszego rywala, będącego faworytem, wyjątkowo nieuczciwego Duga Sebulbę.
Anakinowi zostaje zwrócona wolność, jednak musi zostawić na planecie matkę. Przy powrocie na statek Qui-Gon zostaje zaatakowany przez potężnego Lorda Sithów – Dartha Maula, ucznia Dartha Sidiousa. Po krótkiej walce mistrzowi Jedi udaje się uciec. Jedi zabierają chłopca na planetę Coruscant, gdzie przedstawiają go Radzie Jedi. Członkowie Rady m.in. Mistrz Yoda i Mace Windu jednak nie zgadzają się na szkolenie chłopca. Za argument podają, iż nie jest już wystarczająco młody, by rozpocząć szkolenie – zasady nie pozwalają bowiem na szkolenie kogoś, kto ma więcej niż pięć lat. Poza tym Yoda wyczuwa w Anakinie strach spowodowany rozstaniem z matką, który może popchnąć go w kierunku ciemnej strony Mocy. Qui-Gon oferuje, iż może sam przyjąć go na swoje szkolenie oraz oświadcza Radzie, że jego obecny uczeń Obi-Wan jest gotowy już przejść próby Jedi.
Qui-Gon wraz z Obi-Wanem, Jar Jarem, Padmé i Anakinem udają się na Naboo, gdzie królowa pokornie prosi o przymierze Gungan. Ci zgadzają się. W zamian za pojednanie Gungan i poddanych Amidali, Jar Jar zostaje mianowany generałem. Armia Gungańska toczy bitwę z droidami, podczas gdy mała grupa dywersyjna złożona z Jedi, królowej, kilku jej służących i Anakina wdziera się do pałacu, gdzie mają pojmać wicekróla federacji. Na drodze staje im Darth Maul, którym Qui-Gon i Obi-Wan postanawiają się zająć. Młody Anakin oddziela się od grupy, zasiada za sterami myśliwca „N-1” i niszczy stację dowodzenia droidów, co daje przewagę w bitwie, ponieważ wszystkie droidy zostają wyłączone. Wicekról zostaje pojmany, a w tym samym czasie Qui-Gon Jinn i Obi-Wan Kenobi staczają walkę na miecze świetlne z Darthem Maulem. Po chwili Kenobi zostaje oddzielony od swojego mistrza i zmuszony jest obserwować jak wróg przebija ciało Qui-Gona mieczem. Niedługo po tym młody Obi-Wan powraca do walki, jednakże Maul zrzuca go do otchłani. Kenobi traci miecz i desperacko chwyta się stromej ściany. Po chwili wyskakuje z otchłani, za pomocą Mocy chwytając w locie miecz swego mistrza i zabija przeciwnika. Konający Qui-Gon prosi Obi-Wana, aby obiecał mu, że wyszkoli Anakina na rycerza Jedi. Rada spełnia ostatnią prośbę zmarłego mistrza Jedi. Odbywa się pogrzeb Qui-Gona, w którym uczestniczą m.in. Rada Jedi, Obi-Wan, Anakin, Amidala i senator Palpatine. Republika dowiaduje się o nowym zagrożeniu – Sithach, którzy jak wszyscy sądzili, dawno wyginęli. Senator Palpatine zostaje wybrany na nowego Wielkiego Kanclerza Republiki, a Amidala zajmuje miejsce Palpatine’a jako senator. Obi-Wan Kenobi uzyskuje natomiast tytuł rycerza Jedi. Film kończy się uroczystą paradą w sercu stolicy Naboo z okazji zwycięstwa i pojednania z rdzennym ludem planety – Gunganami.

## Obsada

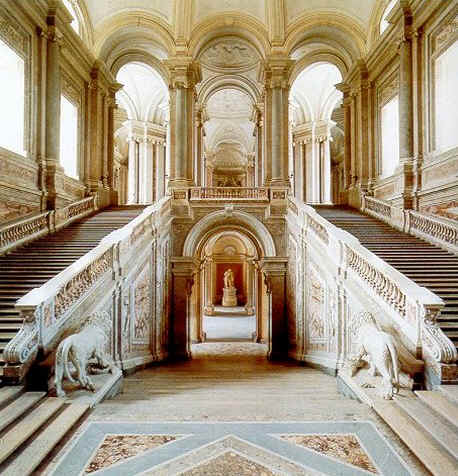
Reggia di Caserta we Włoszech, która zagrała pałac na Naboo

| Rola                      | Aktor                              | Dubbing                                                      |
| ------------------------- | ---------------------------------- | ------------------------------------------------------------ |
| Qui-Gon Jinn              | Liam Neeson                        | Krzysztof Kołbasiuk                                          |
| Obi-Wan Kenobi            | Ewan McGregor                      | Omar Sangare                                                 |
| królowa Amidala / Padmé   | Natalie Portman                    | Aleksandra Rojewska                                          |
| Anakin Skywalker          | Jake Lloyd                         | Jonasz Tołopiło                                              |
| Mace Windu                | Samuel L. Jackson                  | Jacek Rozenek                                                |
| Yoda                      | Frank Oz                           | Mariusz Czajka                                               |
| Palpatine / Darth Sidious | Ian McDiarmid                      | Ryszard Nawrocki (Palpatine) Janusz Bukowski (Darth Sidious) |
| Shmi Skywalker            | Pernilla August                    | Maria Gładkowska                                             |
| Jar Jar Binks             | Ahmed Best                         | Ryszard Olesiński                                            |
| Darth Maul                | Ray Park Peter Serafinowicz (głos) | Jacek Kopczyński                                             |
| kapitan Panaka            | Hugh Quarshie                      | Andrzej Butruk                                               |
| Nute Gunray               | Silas Carson                       | Jerzy Dominik                                                |
| boss Nass                 | Brian Blessed                      | Włodzimierz Bednarski                                        |
| Sio Bibble                | Oliver Ford Davies                 | Andrzej Gawroński                                            |
| Watto                     | Andrew Secombe                     | Jarosław Boberek                                             |
| C-3PO                     | Anthony Daniels                    | Grzegorz Wons                                                |
| Sabé                      | Keira Knightley                    | Jolanta Wilk                                                 |
| Saché                     | Sofia Coppola                      | –                                                            |
| R2-D2                     | Kenny Baker                        | –                                                            |
| kanclerz Finis Valorum    | Terence Stamp                      | Lech Wierzbowski                                             |
| Jabba the Hutt            | Nieznany aktor (głos)              | –                                                            |
| Dofine                    | –                                  | Wojciech Machnicki                                           |

## Nagrody
- 2000: John Williams (I) (nominacja) Grammy najlepsza muzyka
- 2000: Trisha Biggar Saturn najlepsze kostiumy
- 2000: Saturn najlepsze efekty specjalne
- 2000: (nominacja) Saturn najlepszy film sci-fi
- 2000: George Lucas (nominacja) Saturn najlepszy reżyser
- 2000: Liam Neeson (nominacja) Saturn najlepszy aktor
- 2000: Ewan McGregor (nominacja) Saturn najlepszy aktor drugoplanowy
- 2000: Pernilla August (nominacja) Saturn najlepsza aktorka drugoplanowa
- 2000: Natalie Portman (nominacja) Saturn najbardziej obiecująca aktorka
- 2000: Ahmed Best Złota Malina najgorszy aktor drugoplanowy
- 2000: (nominacja) Złota Malina najgorszy film
- 2000: Sofia Coppola (nominacja) Złota Malina najgorsza aktorka drugoplanowa
- 2000: George Lucas (nominacja) Złota Malina najgorszy scenariusz
- 2000: George Lucas (nominacja) Złota Malina najgorszy reżyser
- 2000: Jake Lloyd (nominacja) Złota Malina najgorszy aktor drugoplanowy
- 2000: (nominacja) Oscar najlepsze efekty specjalne
- 2000: (nominacja) Oscar najlepszy dźwięk Akademia Filmowa
- 2000: Ben Burtt (nominacja) Oscar najlepszy montaż dźwięku
- 2000: (nominacja) BAFTA najlepsze efekty specjalne
- 2000: Ben Burtt (nominacja) BAFTA najlepszy dźwięk
- 2000 wyścig ścigaczy MTV Movie Awards najlepsza scena akcji
- 2000 Liam Neeson, Ewan McGregor i Ray Park (nominacja) MTV Movie Award najlepsza walka
- 2000: Ray Park (I) (nominacja) MTV Movie Award najlepszy czarny charakter
- 1999: Złoty Ekran (Niemcy)